# Cristine Takuá
Cristine Takuá (1981) és una escriptora, artesana, activista i professora indígena brasilera de l'ètnia maxacali.

## Biografia
Pertanyent al poble maxacali per filiació paterna, Cristine Takuá és graduada en filosofia per la Universitat Estatal Paulista Júlio de Mesquita, al campus Marília (UNESP-Marília). A continuació, ella va passar el concurs públic de professora de la xarxa estatal d'ensenyament públic de l'Estat de São Paulo, on va passar a desenvolupar el seu activisme en l'àmbit de l'educació indígena.
Activista de la causa indígena, ella és fundadora de diverses organitzacions, tals com el Fórum d'Articulació dels Professors Indígenes en l'estat de São Paulo (Fapisp), reunint tots els professors indígenes que actuen en l'estat de São Paulo, especialment els que actuen en escoles indígenes, i també de l'Institut Maracá, entitat dirigida a la promoció de la cultura, art i literatura indígena, on actualment exerceix la funció de consellera.
La brasilera actua també com a investigadora, professora convidada i conferenciant en diverses institucions i centres d'investigacions, com ara l'Institut d'Estudis Avançats de la Universitat de São Paulo (IEA-USP).
Takuá és professora en l'Escola Estatal Indígena Txeru Ba’e Kua-I situada en la regió del litoral paulista, en la Terra Indígena Ribeirão Silveira, situada en la frontera entre els municipis de Bertioga i de São Sebastião. En aquesta institució escolar, imparteix aules de Filosofia, Sociologia, Història i Geografia.
En la condició de mestra i activista indígena, ha exercit de representant en el Nucli d'Educació Indígena de la Secretaria d'Educació de l'Estat de São Paulo i també és una de les líders de la Comissió Guaraní Yvyrupa.
El 2019, va actuar com curadora de la Mostra Audiovisual Indio.doc, esdeveniment cultural enfocat en l'activisme artístic i la preservació de la memòria indígena, que va ser realitzat en la unitat de Vila Mariana del SESC-SP.

## Filosofia indígena
Cristine Takuá és una de les principals intel·lectuals brasileres defensora del Sumak Kawsay (expressió quítxua que significa "bon viure"), un model alternatiu de civilització que pretén superar la distinció establerta en la ciència occidental entre natura i cultura. Sobre la versió guaraní del bon viure, el Teko Porã, la maxacali explica que es tracta d'una concepció filosòfica, política i cultural que busca l'equilibri amb la natura i el respecte a tots els éssers vius; una manera de pensar el territori i la vida de manera equilibrada.
També aborda la relació existent entre la infància, l'educació i la natura des d'una perspectiva indígena. Defensa que els joves tenen un lligam molt fort amb la natura i que s'ha de preservar, deixant que hi interaccionin. Al mateix temps, lamenta que el canvi climàtic i el capitalisme estiguin posant en risc l'extensió de les terres indígenes, que limiten cada cop més aquesta capacitat de convivència.

## Principals obres
- Teko Porã, o sistema milenar educativo de equilíbrio. A: Rebento: Revista acadêmica interdisciplinar do Departamento de Artes e do Programa de Pós-Graduação em Artes do Instituto de Artes da Unesp, São Paulo, n. 9, 2018.
- Reflexões de luta e resistências. A: Campos: Revista de Antropologia da UFPR, Curitiba, v. 20, n. 2, 2019.[3]
- Seres criativos da floresta. A: Cadernos Selvagem, s.l., Dantes Editora, 2020.